# Anopinella parambana
Anopinella parambana là một loài bướm đêm thuộc họ Tortricidae. Nó được tìm thấy ở Ecuador.
Chiều dài cánh trước khoảng 7.5 mm.